# Daniel Jarque
Daniel Jarque González (ur. 1 stycznia 1983 w Barcelonie, zm. 8 sierpnia 2009 we Florencji) – piłkarz młodzieżowej reprezentacji Hiszpanii, występujący na pozycji środkowego obrońcy. Całą zawodową karierę piłkarską spędził w Espanyolu Barcelona.

## Życiorys
W wieku dwunastu lat przeniósł się z amatorskiego klubu CF Cooperativa de Sant Boi de Llobregat do szkółki juniorskiej Espanyolu Barcelona. W 2001 roku został włączony do kadry drużyny rezerwowej, a 20 września 2002 r. zadebiutował w Primera División w meczu przeciwko Recreativo Huelva. W 2006 r. jako zawodnik podstawowego składu zdobył z drużyną Puchar Króla i awansował do europejskich pucharów. W Pucharze UEFA Jarque z Espanyolem dotarli do finału, przegranego jednak po rzutach karnych (w regulaminowym czasie gry było 2:2) z Sevilla FC. Przed startem nowego sezonu (2009/10) został wybrany kapitanem drużyny, zastępując Raúla Tamudo.

### Nagła śmierć
8 sierpnia 2009 roku przebywał na zgrupowaniu drużyny Espanyolu we Florencji. Kiedy rozmawiał przez telefon z narzeczoną, nagle zamilkł i upuścił telefon. Rozmówczyni domyśliła się, że coś jest nie w porządku i wezwała pomoc. Okazało się, że doznał ataku serca i pomimo reanimacji zmarł w szpitalu w dzielnicy Florencji Coverciano.
15 sierpnia 2009 roku, kapitan Arsenalu Cesc Fàbregas – kolega z reprezentacji Hiszpanii U-21 w piłce nożnej zadedykował Jarquemu gola zdobytego w 70. minucie podczas meczu z Evertonem wygranego przez Kanonierów 6-1. Podniósł on koszulkę Arsenalu z jego nazwiskiem i numerem.
Andrés Iniesta zadedykował Jarquemu zdobytego gola w 116. minucie finału Mistrzostw Świata 2010 przeciwko Holandii pokazując koszulkę z napisem „Dani Jarque: siempre con nosotros” („Dani Jarque: Zawsze z nami”).

## Sukcesy
- RCD Espanyol
  - Puchar Króla: 2005/06
  - Puchar UEFA: finał w sezonie 2006/07
- Hiszpania U-19
  - Mistrzostwa Europy do lat 19: 2002